# Elias Boudinot
Elias Boudinot, nacido Gallegina Uwati, y conocido como Buck Watie (Pine Ridge, Georgia, 1802-Echota, Oklahoma 22 de junio de 1839) era un periodista y político cheroqui.

## Biografía
Era sobrino del jefe Mayor Ridge y hermano de Stand Watie. Estudió con los misioneros, y después de escuchar un discurso de Thomas Jefferson en 1818, adoptó su nombre americanizado. En 1826 se casó con una blanca.

### Periodista
En 1828, en New Echota, fue el principal editor del primer periódico cheroqui, el Cherokee Phoenix, un diario bilingüe editado con Sequoyah.

### Activista
En 1832 apoyó el Indian Removal Act y fue uno de los firmantes del Tratado de New Echota (1838) que permitió la deportación de miles de cheroquis en condiciones dramáticas. Este episodio, conocido como "Sendero de lágrimas", fue la razón por la cual Buck Watie fue asesinado en 1839, con su tío y su primo.